# Dorfkirche Sanne (Arendsee)

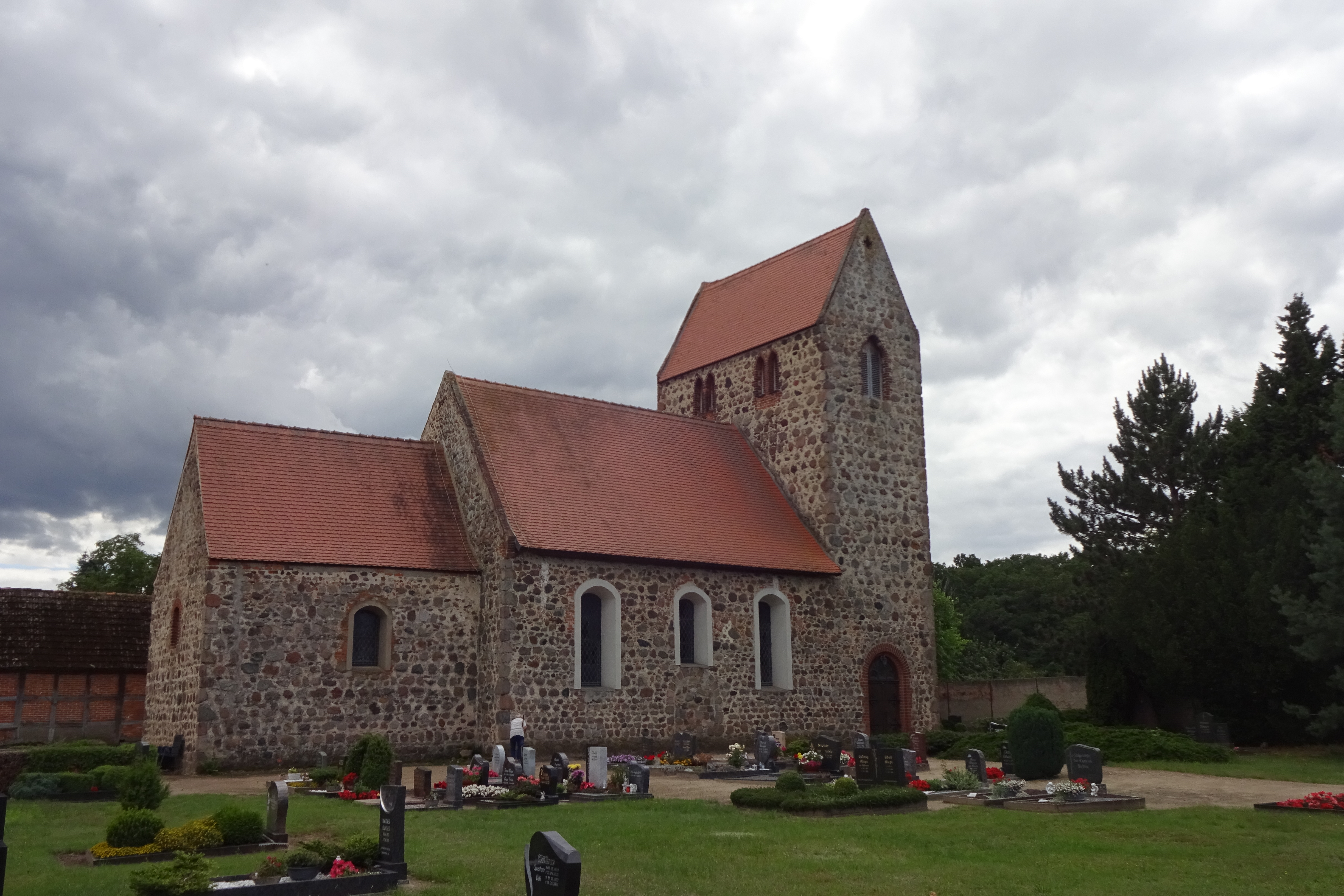
Dorfkirche Sanne (Arendsee)

Die evangelische Dorfkirche Sanne ist eine Saalkirche im Ortsteil Sanne von Arendsee (Altmark) im Altmarkkreis Salzwedel in Sachsen-Anhalt. Sie gehört zur Kirchengemeinde Sanne-Kerkuhn im Pfarrbereich Kleinau des Kirchenkreises Stendal der Evangelischen Kirche in Mitteldeutschland (EKMD).

## Geschichte und Architektur
Die spätromanische Saalkirche mit eingezogenem Rechteckchor und Westquerturm wurde angeblich 1230 durch Bischof Wilhelm von Havelberg geweiht. Ursprünglich befand sich ein Portal an der Nordseite des Schiffes; die Priesterpforte an der Südseite des Chores ist wie auch der Triumphbogen rundbogig. An der Turmsüdseite ist ein erhöhter Zugang eingebaut. Die Schallöffnungen sind unterschiedlich gebildet, unter Verwendung von Backsteinen an den Längsseiten als paarige Spitzbögen, im Norden als Kleeblattbögen. Die übrigen Öffnungen wurden barock oder in den Jahren 1900–1902 gestaltet, zum Beispiel das Portal an der Nordseite des Turms, dessen Erdgeschoss mit sehr flachem Tonnengewölbe jetzt als Vorhalle dient.
Innen ist das Bauwerk flachgedeckt. Umfangreiche Reste spätgotischer Wandmalereien wurden bei einer Restaurierung in den Jahren 1964/1965 aufgedeckt: an der Ostwand des Schiffes sind Heilige und das Jüngste Gericht dargestellt; sorgfältiger ausgeführt ist die Chorausmalung; sie zeigt auf ockerfarbenem Grund in zwei Reihen übereinander Tondi mit Passionsszenen vom Anfang des 16. Jahrhunderts; davon bemerkenswert ist vor allem eine Szene an der Nordwand mit Raumdarstellung und Ausblick in die Landschaft, die vermutlich das Gastmahl im Hause des Simon darstellt.

## Ausstattung
Das Hauptstück der Ausstattung ist ein Schnitzaltarretabel aus der Zeit um 1470; es zeigt im Schrein unter Kielbögen eine figurenreiche Kreuzigung zwischen dem Heiligen Laurentius und der Muttergottes. In den Flügeln sind die zwölf Apostel in zwei Reihen dargestellt, die Predella ist neugotisch, die Fassung erneuert. Die schlichte Kanzel ist ein Werk aus dem Jahr 1782; am Fuß der Treppe ist ein Pfarrstuhl angebaut. Die auf das Jahr 1675 datierte Westempore zeigt an der Brüstung einen Gemäldezyklus mit 13 Bildern aus der ersten Hälfte des 18. Jahrhunderts, darunter die Schöpfungsgeschichte und Szenen aus dem Leben Jesu; vergleichbar ist der stilistisch ähnliche Zyklus in der Dorfkirche Kaulitz. Die Orgel mit neuromanischem Prospekt ist ein Werk aus dem Jahr 1902.